# 302. gorska strelska divizija (ZSSR)
302. gorska strelska divizija je bila gorska divizija Rdeče armade v času druge svetovne vojne.

## Zgodovina
Divizija je bila ustanovljena julija 1941 v Krasnodaru.